# ميغيل مونتيس دي أوكا
ميغيل مونتيس دي أوكا (بالإسبانية: Miguel Montes de Oca)‏ هو لاعب كرة قدم أرجنتيني، ولد في 4 أبريل 1982. لعب مع سان ماركوس دي أريكا ‏.